# Todos os Cães Merecem o Céu
All Dogs Go to Heaven (bra/prt: Todos os Cães Merecem o Céu) é um filme de animação britano-hiberno-estadunidense de 1989, do gênero comédia dramático-romântico-musical-aventuresca, dirigido Don Bluth, Gary Goldman e Dan Kuenster para a United Artists.

## Vozes
- Charlie - Burt Reynolds
- Sarnento - Dom DeLuise
- Ana Maria - Judith Barsi
- Cicatriz - Vic Tayback
- Matador - Charles Nelson Reilly
- Flo - Loni Anderson
- Annabelle - Melba Moore
- Rei Jacaré - Ken Page

## Sinopse
O filme se passa em 1939, e conta a história de um cão pastor-alemão chamado Charlie B. Barkin, e o seu melhor amigo Sarnento (Itchy Itchiford), um bassê. Charlie é assassinado por seu sócio, o buldogue Cicatriz (Carface Carruthers), e quando chega ao céu, ele encontra uma "cadela anjo" (originalmente sem nome, mas foi chamada de "Annabelle" em Todos os Cães Merecem o Céu 2), que o explica que estava morto, e ele então decide voltar à terra para se vingar de Cicatriz. Em seu retorno, ele livra uma menina órfã chamada "Ana Maria", que era mantida em cativeiro por Cicatriz, por ela ter a habilidade de falar com os animais (Cicatriz à usava para conseguir informações sobre em quem devia apostar nas corridas). Inicialmente Charlie e Sarnento também pretendiam explorar Ana Maria e sua habilidade, mas logo tornam-se unidos a ela, e passam a ser seus protetores. Enquanto isso, Charlie aprende que terá que mudar suas maneiras, para poder entrar de novo no céu.